# Donovan's Brain
Pour plus de détails, voir Fiche technique et Distribution.
Donovan's Brain est un film américain réalisé par Felix E. Feist, sorti en 1953.

## Synopsis
Après un terrible accident d'avion, on parvient à garder en vie le cerveau du mégalomane et millionnaire W.H. Donovan mais le cerveau commence à manipuler les gens.

## Fiche technique
- Titre : Donovan's Brain
- Réalisation : Felix E. Feist
- Scénario : Hugh Brooke et Felix E. Feist, d'après le roman Le Cerveau du nabab de Curt Siodmak
- Production : Allan Dowling et Tom Gries
- Société de production : Dowling Productions
- Musique : Eddie Dunstedter
- Photographie : Joseph F. Biroc
- Montage : Herbert L. Strock
- Décors : Boris Leven
- Costumes : Chuck Keehne
- Pays de production :  États-Unis
- Format : Noir et blanc - 1,37:1 - Mono - 35 mm
- Genre : Horreur, science-fiction
- Durée : 84 minutes
- Date de sortie : 30 septembre 1953 (États-Unis)

## Distribution

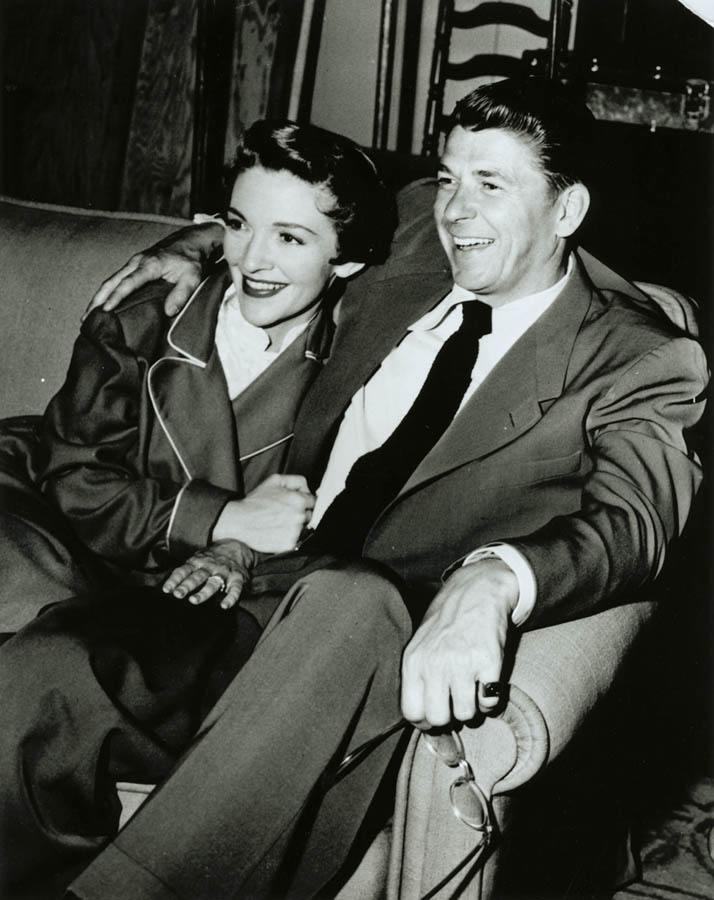
Nancy Davis et Ronald Reagan en visite sur le tournage du film.

- Lew Ayres : le docteur Patrick J. Cory
- Gene Evans : le docteur Frank Schratt
- Nancy Davis : Janice Cory
- Steve Brodie : Herbie Yocum
- Tom Powers : le conseiller de Donovan
- Lisa Howard : Chloe Donovan
- James Anderson : le chef Tuttle
- Victor Sutherland : Nathaniel Fuller
- Michael Colgan : Tom Donovan
- Peter Adams : M. Webster
- Harlan Warde : Brooke, l'agent du trésor
- Shimen Ruskin : le tailleur
- John Hamilton : M. MacNish

## Autour du film
- Le roman de Curt Siodmak fut adapté une première fois par George Sherman avec La Femme et le Monstre (1944), puis par Freddie Francis avec La Vengeance du docteur Corrie (1962).
- Nancy Davis, qui interprète le rôle de Janice Cory, est le pseudonyme de Nancy Reagan, qui fut l'épouse du 40e président des États-Unis d'Amérique, Ronald Reagan.